# Prat, Côtes-d'Armor
Prat (tiếng Breton: Prad) là một xã của tỉnh Côtes-d’Armor, thuộc vùng Bretagne, tây bắc Pháp.

## Dân số
Người dân ở Prat được gọi là Pratais.